# Abigail Breslin
Abigail Kathleen Breslin (New York, 1996. április 14. –) amerikai színésznő.
Leghíresebb szerepét A család kicsi kincse (2006) című filmben játszotta, mellyel tízévesen Oscar-díjra jelölték.

## Gyermekkora és családja
New York Cityben született. Anyja, Kim, lánya menedzsere, apja, Michael telekommunikációs szakértő. Két idősebb testvére van, Ryan és Spencer, aki szintén színész. Nevét az egykori First Lady, Abigail Adams után kapta.

## Színészi pályafutása
Első szerepét M. Night Shyamalan Jelek című filmjében játszotta. További jelentősebb korai filmjei a Kisanyám, avagy mostantól minden más, ahol ő és Spencer testvéreket játszottak, és a Neveletlen hercegnő 2. – Eljegyzés a kastélyban.
2006-ban jelentős szerepet kapott A család kicsi kincse című komédiában, egy diszfunkcionális család legfiatalabb tagját játszotta, aki egy gyermekszépségversenyen vesz részt. Alakításáért Oscar-díjra jelölték a legjobb női mellékszereplő kategóriájában; ebben a kategóriában ő a negyedik legfiatalabb jelölt.
2007-ben az Ízlések és pofonok című filmben Catherine Zeta-Jones karakterének unokahúgát játszotta. 2008-ban a Mindenképpen talán című romantikus vígjátékban egy elvált apa (Ryan Reynolds) lányaként jelent meg. A Nim szigetében együtt szerepelt Jodie Fosterrel, a Kit Kittredge című vígjáték-drámában pedig a címszereplőt játszotta.
2009-ben A nővérem húga című regény azonos című filmadaptációjában és a Zombieland című horrorkomédiában jelent meg.
2010-ben Breslin Helen Keller szerepét játszotta a Keller életéről szóló Broadway-darab, The Miracle Worker (A csodatévő) felújításában. A darab március 3-tól április 4-ig volt műsoron.

## Filmográfia

### Film
| Év   | Magyar cím                                      | Eredeti cím                              | Szerep                       | Magyar hang        |
| ---- | ----------------------------------------------- | ---------------------------------------- | ---------------------------- | ------------------ |
| 2002 | Jelek                                           | Signs                                    | Bo Hess                      | Bánlaki Kelly      |
| 2004 | Kisanyám – Avagy mostantól minden más           | Raising Helen                            | Sarah Davis                  | Kántor Kitty       |
| 2004 | Neveletlen hercegnő 2. – Eljegyzés a kastélyban | The Princess Diaries 2: Royal Engagement | Caroline, lány a díszszemlén | Kántor Kitty       |
| 2004 | Keane                                           | Keane                                    | Kira Bedik                   | Koller Virág       |
| 2004 | Eb a titka mindennek                            | Chestnut: Hero of Central Park           | Ray                          | Kántor Kitty       |
| 2006 | Nagypályás kiskutyák                            | Air Buddies                              | Rosebud / Alice (hangja)     | Talmács Márta      |
| 2006 | A család kicsi kincse                           | Little Miss Sunshine                     | Olive Hoover                 | Pekár Adrienn      |
| 2006 | A legszebb ajándék                              | The Ultimate Gift                        | Emily Rose                   | Kiss Bernadett     |
| 2006 | Télapu 3. – A szánbitorló                       | The Santa Clause 3: The Escape Clause    | Trish                        | Talmács Márta      |
| 2007 | Ízlések és pofonok                              | No Reservations                          | Zoe Armstrong                | Pekár Adrienn      |
| 2008 | Mindenképpen talán                              | Definitely, Maybe                        | Maya Hayes                   | Kántor Kitty       |
| 2008 | Nim szigete                                     | Nim's Island                             | Nim Rusoe                    | Laudon Andrea      |
| 2008 | Kit Kittredge                                   | Kit Kittredge: An American Girl          | Kit Kittredge                | Kiss Bernadett     |
| 2009 | A nővérem húga                                  | My Sister's Keeper                       | Anna Fitzgerald              | Mánya Zsófia       |
| 2009 | Zombieland                                      | Zombieland                               | Little Rock                  | Pekár Adrienn      |
| 2010 |                                                 | Quantum Quest: A Cassini Space Odyssey   | Jeana (hangja)               |                    |
| 2010 | Janie Jones                                     | Janie Jones                              | Janie Jones                  | Pekár Adrienn      |
| 2011 | Rango                                           | Rango                                    | Priscilla (hangja)           | Stefanovics Angéla |
| 2011 | Szilveszter éjjel                               | New Year's Eve                           | Hailey Doyle                 | Csifó Dorina       |
| 2012 | Zambézia                                        | Zambezia                                 | Zoe (hangja)                 | Laudon Andrea      |
| 2013 |                                                 | Haunter                                  | Lisa Johnson                 |                    |
| 2013 | A hívás                                         | The Call                                 | Casey Welson                 | Pekár Adrienn      |
| 2013 | Augusztus Oklahomában                           | August: Osage County                     | Jean Fordham                 | Czető Zsanett      |
| 2013 | Augusztus Oklahomában                           | August: Osage County                     | Jean Fordham                 | Pekár Adrienn      |
| 2013 | Végjáték                                        | Ender's Game                             | Valentine Wiggin             | Laudon Andrea      |
| 2014 | Rossz vér                                       | Wicked Blood                             | Hannah Lee                   | Kántor Kitty       |
| 2014 |                                                 | Perfect Sisters                          | Sandra Andersen              |                    |
| 2015 | Maggie – Az átalakulás                          | Maggie                                   | Maggie Vogel                 | Pekár Adrienn      |
| 2015 |                                                 | Final Girl                               | Veronica                     |                    |
| 2016 |                                                 | Fear, Inc.                               | Jennifer                     |                    |
| 2017 |                                                 | Freak Show                               | Lynette                      |                    |
| 2017 |                                                 | Yamasong: March of the Hollows           | Nani                         |                    |
| 2019 | Zombieland 2. – A második lövés                 | Zombieland: Double Tap                   | Little Rock                  | Pekár Adrienn      |
| 2021 | Stillwater – A lányom védelmében                | Stillwater                               | Allison Baker                | Pekár Adrienn      |
| 2022 | Slayers – Vámpírvadászok                        | Slayers                                  | Jules                        | Pekár Adrienn      |
| 2023 |                                                 | Miranda's Victim                         | Trish Weir                   |                    |
| 2023 |                                                 | Magda (rövidfilm)                        | Magda                        |                    |
| 2024 | Bizalmas ügy                                    | Classified                               | Kacey Walker                 | Pekár Adrienn      |

### Televízió
| Év        | Magyar cím                               | Eredeti cím                       | Szerep                  | Megjegyzések                                |
| --------- | ---------------------------------------- | --------------------------------- | ----------------------- | ------------------------------------------- |
| 2002–2009 |                                          | Fairfax                           | Brooke Jacoby           | főszereplő                                  |
| 2002      | Tesóm nyakán                             | What I Like About You             | Josie                   | 1 epizód                                    |
| 2002      | Hack – Mindörökké zsaru                  | Hack                              | Kayla Adams             | 1 epizód                                    |
| 2004      | Esküdt ellenségek: Különleges ügyosztály | Law & Order: Special Victims Unit | Patty Branson           | 1 epizód                                    |
| 2004      | NCIS                                     | NCIS                              | Sandy Watson            | 1 epizód                                    |
| 2005      | Kölcsöncsalád visszajár                  | Family Plan                       | Nicole                  | tévéfilm                                    |
| 2006      | Szellemekkel suttogó                     | Ghost Whisperer                   | Sarah Applewhite        | 1 epizód                                    |
| 2006      | A Grace klinika                          | Grey's Anatomy                    | Megan Clover            | 1 epizód                                    |
| 2015–2016 | Scream Queens – Gyilkos történet         | Scream Queens                     | Libby Putney / Chanel   | főszereplő                                  |
| 2017      | Dirty Dancing                            | Dirty Dancing                     | Frances "Baby" Houseman | tévéfilm                                    |
| 2022      |                                          | The Cannibals                     | Salem Magnotti          | televíziós sorozat rendező, író és producer |
| 2023      | Vádlott                                  | Accused                           | Esme Brewer             | 1 epizód                                    |

### Videójátékok
| Év   | Cím                                | Szerep               |
| ---- | ---------------------------------- | -------------------- |
| 2019 | Zombieland: Double Tap – Road Trip | Little Rock (hangja) |

## Fordítás
- Ez a szócikk részben vagy egészben  az   Abigail Breslin című angol Wikipédia-szócikk ezen változatának fordításán alapul.  Az eredeti cikk szerkesztőit annak laptörténete sorolja fel. Ez a jelzés csupán a megfogalmazás eredetét és a szerzői jogokat jelzi, nem szolgál a cikkben szereplő információk forrásmegjelöléseként.